# Рубцово (Вытегорский район)
Рубцово — деревня в Вытегорском районе Вологодской области.
Входит в состав Андомского сельского поселения (с 1 января 2006 года по 9 апреля 2009 года входила в Макачевское сельское поселение), с точки зрения административно-территориального деления — в Макачевский сельсовет.
Расположена при впадении реки Ноздручей в Андому. Расстояние до районного центра Вытегры по автодороге — 37 км, до центра муниципального образования села Андомский Погост по прямой — 9 км. Ближайшие населённые пункты — Желвачево, Макачево, Опово, Перевоз, Сидорово.
По переписи 2002 года население — 29 человек (10 мужчин, 19 женщин). Всё население — русские.
В реестр населённых пунктов в 1999 году была внесена под названием Рубцова. Изменение в реестр внесено в 2001 году.